# Calyptra cordobensis
Calyptra cordobensis är en svampart som först beskrevs av Speg., och fick sitt nu gällande namn av Theiss. & Syd. 1918. Calyptra cordobensis ingår i släktet Calyptra, klassen Dothideomycetes, divisionen sporsäcksvampar och riket svampar. Inga underarter finns listade i Catalogue of Life.